# Kike Morandé
Francisco Javier Enrique Morandé Peñafiel (Santiago, 9 de agosto de 1954), más conocido como «Kike», es un presentador de televisión y empresario chileno, reconocido en su país por haber sido el presentador, durante 20 años, del programa de humor Morandé con compañía.

## Primeros años de vida
Hijo del ingeniero en minas, dedicado a la exportación, Andrés Morandé Tocornal y de la profesora de orientación Isabel Peñafiel Rosselot, que tuvo que «criar 7 hijos en 9 años» según lo relata, fue el sexto de los hermanos. Se crio en Las Condes, cerca de donde fundó Kike 21, la productora de Morandé con compañía. Estudió en el Colegio de los Sagrados Corazones de Manquehue, de donde se graduó en 1971, y se matriculó en la Universidad de Chile el año siguiente para estudiar derecho, carrera que no concluyó.
Relata que: «Fue siempre regalón entre las mujeres, sobre todo de Ana María», su hermana, que cumplía años también el 9 de agosto y que murió de cáncer en 2012. Ese mismo año perdió a sus padres (con tres meses de diferencia).  

### Vida laboral
Se fue a trabajar a una línea aérea, por 6 dólares mensuales. En rigor, su primer trabajo fue de junior, junto con su padre, repartiendo sobres en terminales de buses. En la agencia se dedicaba a recibir turistas, con una van que les prestaba una tía. "Los llevábamos a Portillo, les dejábamos los esquíes en la pieza y nos dejaban 200 dólares. Tres años de trabajo". A inicios de 1974 su tío José Sumar -de quien aprendía también el gusto por los caballos- le pidió a él y su hermano que se hicieran cargo de su campo en Los Ángeles, donde vivió hasta 1980 (de ahí Santa Sara, como llamó después a su haras y sus quesos, entre los muchos negocios que levantó con éxito más adelante).

### Matrimonio, relaciones e hijos
Se casó en 1982 con Josefina Fantini Braun, con quien tuvo tres hijos, Francisco Morandé Fantini, Catalina Morandé Fantini y Amalia Morandé Fantini. A fines de la década de 1990, mantuvo una relación amorosa de dos años con Cecilia Bolocco. Mientras mantuvo la relación con Cecilia Bolocco, habría sido acogido en la lujosa mansión de su tía Eugenia Peñafiel Rosselot, ubicada en San Damián.
El 10 de julio de 2007, Kike Morandé fue internado de urgencia en la Clínica Las Condes, donde fue operado y sometido a tres bypass cardíacos, que lo dejaron casi tres meses fuera de pantalla. El 5 de octubre retomó la conducción de Morandé con compañía.
En diciembre de 2013, durante la emisión del programa SQP, la modelo uruguaya Claudia Schmidt, hablando de sus relaciones y en una indiscreción de su parte, reconoció una relación de pareja con Kike Morandé:  “Kike Morandé (fue) una relación de pareja...”.

### Carrera televisiva
Su carrera televisiva comenzó en 1991, en el canal La Red con el programa futbolístico Colo-Colo en La Red. El programa tuvo un éxito mayor gracias a la obtención del club, en ese mismo año, de la Copa Libertadores de América. En 1992 Morandé animó el programa Cóctel en el mismo canal.
Posteriormente, Morandé fue contratado por Canal 13 para realizar el programa Martes 13. Su debut fue en un programa especial del estreno de la telenovela El amor está de moda. El 16 de octubre de 1995, Morandé junto a Cecilia Bolocco y Álvaro Salas iniciaron el exitoso programa estelar Viva el lunes, que fue emitido por diez temporadas, hasta 2001. En el mismo canal fue parte de otro estelar de conversación, más relajado que Viva el lunes, última obra del director de televisión Gonzalo Bertrán, llamado El triciclo, donde estaba acompañado de Fernando Paulsen y Marcelo Comparini, y que era emitido los sábados a las 22:00 horas.
En 2001, Morandé deja Canal 13 para comenzar su propio programa, llamado Morandé con compañía, que era realizado por la productora de Morandé, llamada Kike 21, y emitido por Mega hasta su término en 2021. El programa logró una gran teleaudiencia en sus inicios, logrando hacer lucrativo un horario hasta ese entonces poco explotado por los canales de televisión chilenos, el «trasnoche» o late night show. El programa —autodenominado «el estelar del pueblo»— se centró básicamente en el humor, baile y género revisteril, lo que le permitió marcar índices de audiencia de hasta 51 puntos.[cita requerida]
En 2006 Kike Morandé intentó realizar un estelar en Mega, llamado Vuelve el lunes, pero no tuvo el éxito esperado.
También ha tenido apariciones en los concursos ¿Quién quiere ser millonario?, de Canal 13, logrando la suma de $25 000 000, los que fueron donados, y en el programa ¿Sabes más que un niño de 5º básico?, donde el 16 de abril de 2008 participó representando al Colegio Celestín Freinet, obteniendo $25 000 000 de pesos chilenos para dicha institución, y faltándole sólo una pregunta para ganar los $50 000 000 pesos chilenos finales, siendo el único participante del programa en llegar tan alto.[cita requerida]
En enero de 2021 se anunció el retiro de la televisión de Morandé y una fuerte reestructuración de Morandé con compañía. Gran parte del elenco pasó a otro programa, el cual reemplazará a Morandé con compañía, llamado Mi barrio, tu mejor compañía, producido por la productora de Morandé, Kike 21. Adicionalmente, dicha productora se encarga también del programa Got Talent Chile.
Morandé con Compañía es considerado un programa machista, misógino, que exacerbó el racismo y la xenofobia, debido a que hizo humor con las minorías sexuales, raciales y cosificaba a las mujeres. En una de las rutinas de Morandé con Compañía, Mauricio Flores se ataviaba como la caricatura de un homosexual y después de cada frase del humorista, Morandé le decía "asqueroso".  En 2013, el animador dijo que no le gustaba ver a dos hombre besándose y que "si eso es homofobia, yo soy homofóbico". En 2020, Morandé tuvo que abandonar un evento tras ser calificado de "degenerado".
En noviembre de 2024 hizo su reaparición en la Teletón de ese año para participar en la rutina del Muro. Sin embargo al mes siguiente se confirmó su regreso a la televisión y esta vez con Chilevisión para el estreno de su programa "Detrás del Muro" el cual se estrenó el dia 16 de enero del 2025.

## Carrera empresarial
Es empresario y propietario de una compañía de quesos y lácteos situada en el sector rural de Río Bueno. Además, es propietario de fundos de reinvención y descanso vacacional (Fundos Morandé), ubicados en pleno sector rural de Chicureo.
Es un declarado hincha del club de fútbol Unión San Felipe y aficionado a la hípica: es dueño del criador Haras Santa Sara, que ganó el clásico hípico Arturo Lyon Peña 2007 del Club Hípico de Santiago con la yegua No es Por Na, además a los autos marca Porsche, del cual fue dueño de varios modelos, entre ellos el 993, Boxster y Cayenne Turbo. También es miembro del directorio del Club Hípico de Santiago junto con Carlos Alberto Heller, presidente de la institución, y Marcel Zarour, vicepresidente, entre otros directores del recinto hípico.

## Televisión
| Año           | Programa             | Rol       | Canal       |
| ------------- | -------------------- | --------- | ----------- |
| 1991          | Colo-Colo en La Red  | Conductor | La Red      |
| 1992-1994     | Cóctel               | Conductor | La Red      |
| 1995          | Martes 13            | Conductor | Canal 13    |
| 1995-2001     | Viva el lunes        | Conductor | Canal 13    |
| 2000          | El Triciclo          | Conductor | Canal 13    |
| 2001-2021     | Morandé con compañía | Conductor | Mega        |
| 2006          | Vuelve el lunes      | Conductor | Mega        |
| 2024          | Teletón 2024 Chile   | Invitado  | Anatel      |
| 2025 presente | Detrás del Muro      | Conductor | Chilevisión |

## Publicidad
- Financiera Solúción comerciales "Iñi piñi" (1993)
- VTR Larga Distancia (1996)
- Ripley (2002-2005) - Rostro de la tienda junto con Jorge Zabaleta, Felipe Braun, María Elena Swett  y Cindy Crawford
- LAN Airlines (2002)
- Sodimac (2002)